# كيدر بن عبد الله
نصر بن عبد الله، المعروف باسم كيدر، هو والي مصر العباسي، ولاه عبد الله المأمون بعد خروج المأمون من مصر سنة 217 هـ، وظل عليها حتى وفاته في 219 هـ.

## سيرته
يبدو أن كيدر كان من أصل صغدي، وكان مولى لأمير المؤمنين، عينه الخليفة المأمون في منصب والي مصر بعد زيارته إليها في محرم 217 هـ في فبراير 832. عَلَى صلاتها فجعل عَلَى شُرَطه إِسْبَنْدِيار، ثمَّ بعث المأمون برجُلٍ من العجَم، يقال لَهُ: ابن بِسْطام فولَّاه الشُّرَط، فعزله كَيْدُر لرَشوةٍ ارتشاها، وأمر بضربه بالسَّوط فِي صحن المسجِد الجامع.
أثناء ولاية كيدر أمر المأمون ببدء امتحان الناس في ما يُعرف بمحنة خلق القرآن. وورد كتاب المأمون فِي جمادى الآخِرة سنة 218 هـ، والقاضي بِمصر هارون بْن عبد الله الزُّهريّ، فأخذه كَيْدُر بذلك، فأجاب وأخذ الشهود بِهِ، فأجابوا، فمَن وقف منهم سقطت شهادته وأخذ بها الفُقَهاء والمحدِّثين والمؤذِّنين.
بعد بضعة أشهر من بداية المحنة، توفي المأمون في 7 رجب 218 هـ، ووخلفه أبو إسحاق المعتصم بالله، كتب الخليفة الجديد إلى كيدر يأمره بإِسقاط مَن فِي الديوان من العرَب، وقطع أعطِياتهم. لكن هذا الفعل واجه مقاومة شديدة، وسرعان ما ثاريحيى بْن الوزي الجَرويّ ومعه خمسمائة رجل. وتوفي كيدر فِي ربيع الآخر سنة 219 هـ، وخلفه ابنه مظفر بن كيدر.